# Pezichthys amplispinus
Pezichthys amplispinus är en fiskart som beskrevs av Last och Gledhill 2009. Pezichthys amplispinus ingår i släktet Pezichthys och familjen Brachionichthyidae. Inga underarter finns listade i Catalogue of Life.